# بيندكت كاري
بيندكت كاري (بالإنجليزية: Benedict Carey)‏ هو صحفي أمريكي، ولد في 3 مارس 1960 في سان فرانسيسكو في الولايات المتحدة.